# Rybníček
Rybníček (deutsch Ribnik, früher Ribniczek) ist eine Gemeinde in Tschechien. Sie liegt sechs Kilometer östlich von Vyškov und gehört zum Okres Vyškov.

## Geographie
Rybníček befindet sich in den nördlichen Ausläufern der Litenčické vrchy am Übergang in die Hanna. Das Dorf liegt am Bach Boškůvský potok an dessen Einmündung in den Pruský potok. Gegen Norden fließt die Haná. Rechtsseitig des Flusses führt die Autobahn 1 vorbei, die nächste Abfahrt 236 liegt bei Ivanovice na Hané. Südlich erhebt sich die Lysá hora (361 m).
Nachbarorte sind Trpinka, Hoštice und Ivanovice na Hané im Norden, Medlovice im Osten, Moravské Málkovice im Südosten, Boškůvky und Moravské Prusy im Süden, Zouvalka im Südwesten, Brňany, Křečkovice und Topolany im Westen sowie Křižanovice u Vyškova und Heroltice im Nordwesten.

## Geschichte

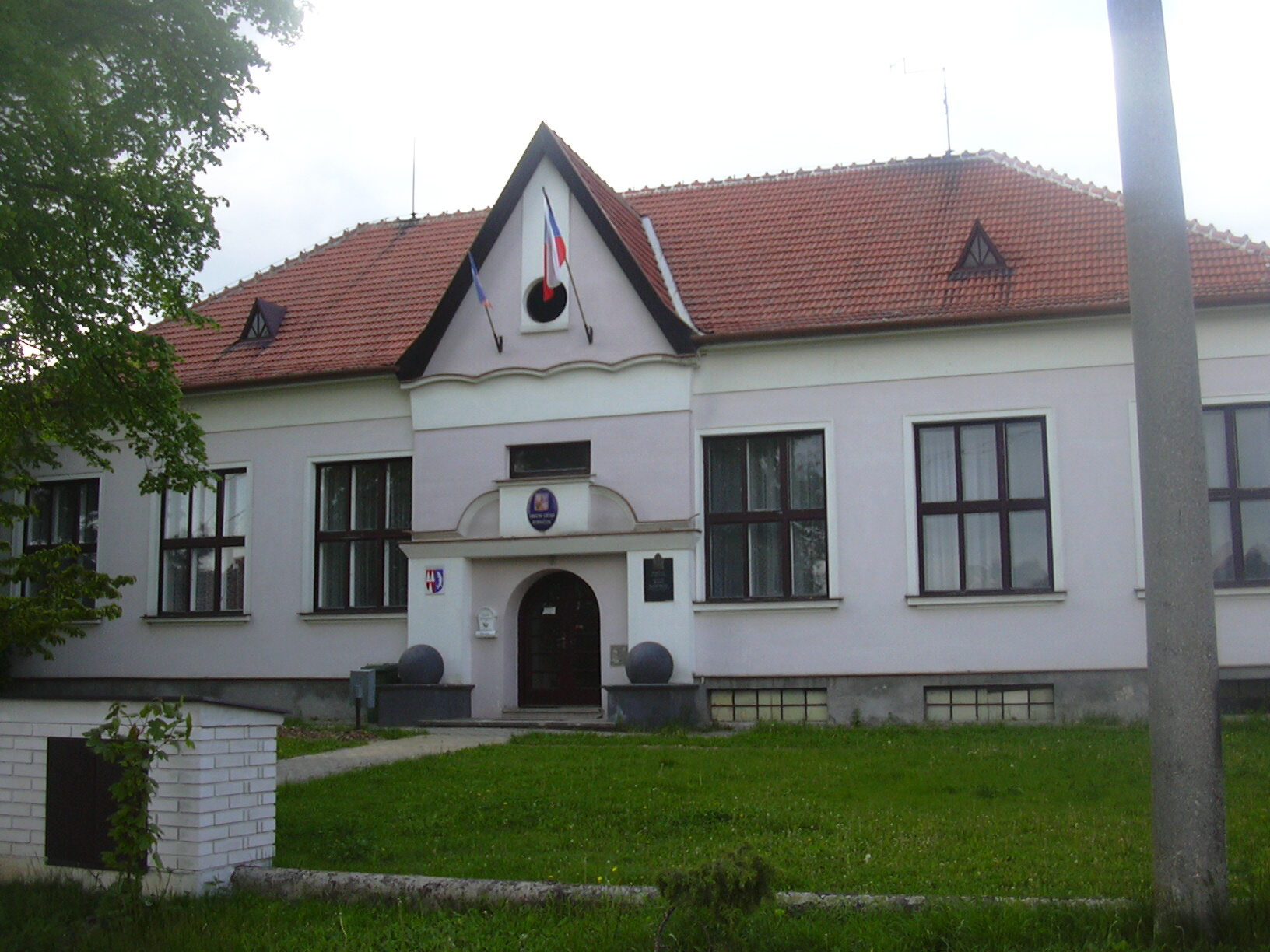
Gemeindeamt

Rybníček ist ein Fundplatz der älteren Lengyel-IV-Phase.
Die erste schriftliche Erwähnung von Rybnik erfolgte 1373 als Besitz von Ulrich Hecht de Rossicz. 1388 verkaufte Hecht villa Rybnik für 230 Pfund Prager Groschen an das Kloster Pustiměř. Im selben Jahre richte das Kloster in Topolany eine Pfarre ein, der die Dörfer Křížanovice, Heroltice und Rybníček zugewiesen wurden. Zweihundert Jahre später wurde das Kloster aufgehoben. Bischof Stanislaus Pavlovský von Pavlovitz ordnete die Klostergüter zunächst der neu gegründeten Mährischen Universität Olmütz zu, um daraus deren Unterhaltungskosten zu decken. Da die Einnahmen dafür bei weitem nicht ausreichten, schlug er die Pustiměřer Güter 1590 der bischöflichen Herrschaft Wischau zu. Bei den Belagerungen Brünns während des Dreißigjährigen Krieges wurde die Gegend 1644 und 1645 von den Schweden heimgesucht. Nach dem Kriege sind im Hufenregister von den 21 Wirtschaften acht als wüst ausgewiesen. Zu dieser Zeit erlosch die Pfarre Topolany und ab 1688 wurde ihre Verwaltung dem Pfarrer von Vyškov übertragen. Bei der Erneuerung der Blut- und Ehrgerichtbarkeit wurde Rybníček 1688 der Gerichtsbarkeit des Städtchens Schwabenitz unterstellt. Im 18. Jahrhundert ging das Recht der peinlichen Gerichtsbarkeit an die Stadt Eiwanowitz über. 1765 wurde das erste Grundbuch angelegt. Mit der Einrichtung des Bistums Brünn wurde das Dekanat Wischau 1777 diesem zugeordnet. 1846 reichte die Herrschaft die Mühle und die Schenke an Erbpächter aus. Bis zur Mitte des 19. Jahrhunderts blieb Rybníček immer nach Wischau untertänig.
Nach der Aufhebung der Patrimonialherrschaften bildete Rybníčky/Ribniczek ab 1850 eine Gemeinde in der Bezirkshauptmannschaft Wischau. 1859 wurde die Pfarre Topolany erneuert, diese wurde 1862 als Teil des Dekanats Wischau dem Erzbistum Olmütz unterstellt. Seit dem Ende des 19. Jahrhunderts wird der Ortsname Rybníček verwendet. 1898 gründeten sich die Freiwillige Feuerwehr und ein Lesezirkel. 1930 lebten in der Gemeinde 241 Menschen, davon waren 237 Tschechen. Die gesamte Bevölkerung bestand aus Katholiken. In Rybníček bestanden zu dieser Zeit 17 Großbauernwirtschaften. 1932 wurde eine einklassige Dorfschule eingeweiht, zuvor erfolgte der Unterricht in Medlovice. Die Mühle wurde 1945 stillgelegt. Im Jahre 1960 hatte Rybníček 259 Einwohner. Im Jahre 1964 wurde Rybníček mit Medlovice zur Gemeinde Medlovice-Rybníček vereinigt. Diese wurde 1986 nach Ivanovice na Hané eingemeindet. Seit Beginn des Jahres 1994 besteht die Gemeinde Rybníček wieder. Zu dieser Zeit lebten im Ort 312 Personen. Seit 1996 führt Rybníček ein Wappen und Banner.

## Gemeindegliederung
Für die Gemeinde Rybníček sind keine Ortsteile ausgewiesen. Zu Rybníček gehört die Ortslage Trpinka.

## Sehenswürdigkeiten
- Nischenkapelle am Dorfanger
- Glockentürmchen und Steinkreuz am Dorfanger
- Gusseisernes Kreuz an der Straße nach Heroltice
- Gedenkstein für die Opfer beider Weltkriege